# Stipagrostis subacaulis
Stipagrostis subacaulis är en gräsart som först beskrevs av Christian Gottfried Daniel Nees von Esenbeck, och fick sitt nu gällande namn av De Winter. Stipagrostis subacaulis ingår i släktet Stipagrostis och familjen gräs. Inga underarter finns listade i Catalogue of Life.